# Before Eden
Before Eden é uma banda de metal progressivo brasileira formada em Blumenau, Santa Catarina, em 1998.

## História

### Primeira formação
O grupo foi formado em Blumenau, no final de 1998, com Alessandro Kotlinsky (guitarra),  Marcos Cardoso (baixo), Júlio Cesar Kuhlewein (bateria), Juliano Scharf (teclado) e Jaison Peixer (vocal).
Em 2001, gravaram e lançaram o primeiro álbum, autointitulado, com sete faixas e produção totalmente independente (gravado no SGB estúdio). Logo depois a banda assinou a distribuição do CD pelo selo brasileiro Hellion Records.
Em 2002, a banda participou da coletânea Hellion collection Vol. 03, entre vários nomes do heavy metal como After Forever, Within Temptation, etc. Somente três bandas nacionais do cast brasileiro foram incluídas entre 30 bandas internacionais de renome mundial.
No ano de 2003, a banda lançou um EP (uma prévia do álbum The Legacy of Gaia). Em julho de 2005, chega o lançamento do The Legacy of Gaia, distribuído pelo selo Hellion Records. O CD tem dez faixas e conta com uma parte conceitual falando sobre Gaia e o destino da humanidade.
Em maio de 2010, Before Eden assinou contrato com a gravadora européia Rock It Up Records/Ice Warrior Records para o relançamento do álbum The Legacy of Gaia, que contará com mais quatro faixas bônus e uma nova capa especial para a Europa.[carece de fontes?]
Em 30 de janeiro de 2015 é lançado o mais recente trabalho da banda, A Realm Reborn, contendo 10 faixas e recebendo críticas positivas de diversos sites do exterior.

### Mudanças na formação
Em outubro de 2002, o baixista Marcos Cardoso deixou a banda por motivos pessoais, sendo substituído pelo baixista Ricardo Tomedi. Em 2008, devido a problemas pessoais, Alessandro Kotlinsky e Ricardo Tomedi se desligaram da banda. Iniciou-se a busca dos substitutos, após vários testes finalmente a banda firmou com o guitarrista Marcus Adonai.
No quarto trimestre de 2009, o baixista Geovane Teske entra na banda, mas, por incompatibilidade de tempo, acaba saindo no início de 2010 para entrar em estúdio com sua outra banda. Sendo assim, quem assume o baixo em 2010 é Leandro Nunes.
Em 2012, Felipe Holmack chega para ocupar o cargo de vocalista, substituindo Jaison Peixer, e o baixista Geovane Teske retorna à banda. Já no ano de 2013, antigos integrantes voltaram a manter contato. Como a banda estava praticamente com suas atividades encerradas e seus integrantes seguindo novos caminhos, chegou a hora de decidir o caminho para continuar, e assim Jaison Peixer e Alessandro Kotlinsky, junto com Juliano Scharf, voltam a fazer parte da formação da Before Eden e trazem Carlos Lana como atual baterista.

## Integrantes

### Formação atual
- Jaison Peixer – vocal (1998–2012 / 2013 – presente)
- Alessandro Kotlinsky – guitarra (1998–2008 / 2013 – presente)
- Juliano Scharf – teclado (1998 – presente)
- Carlos Lana – bateria (2013 – presente)

### Ex-integrantes
- Felipe Holmack – vocal (2012–2012)
- Geovane Teske – baixo (2009, 2012–2012)
- Marcus Adonai – guitarra (2008–2012)
- Júlio Cesar Kuhlewein – bateria (1998–2012)
- Leandro Nunes – baixo (2010)
- Ricardo Tomedi – baixo (2002–2008)
- Marcos Cardoso – baixo (1998–2002)

## Discografia
- Before Eden (2001)
- Before Eden (2003) demo
- The Legacy of Gaia (2005)
- A Dark Entity (2007) EP
- A Realm Reborn (2015)